# Ferdinandstraße 6 (Mönchengladbach)

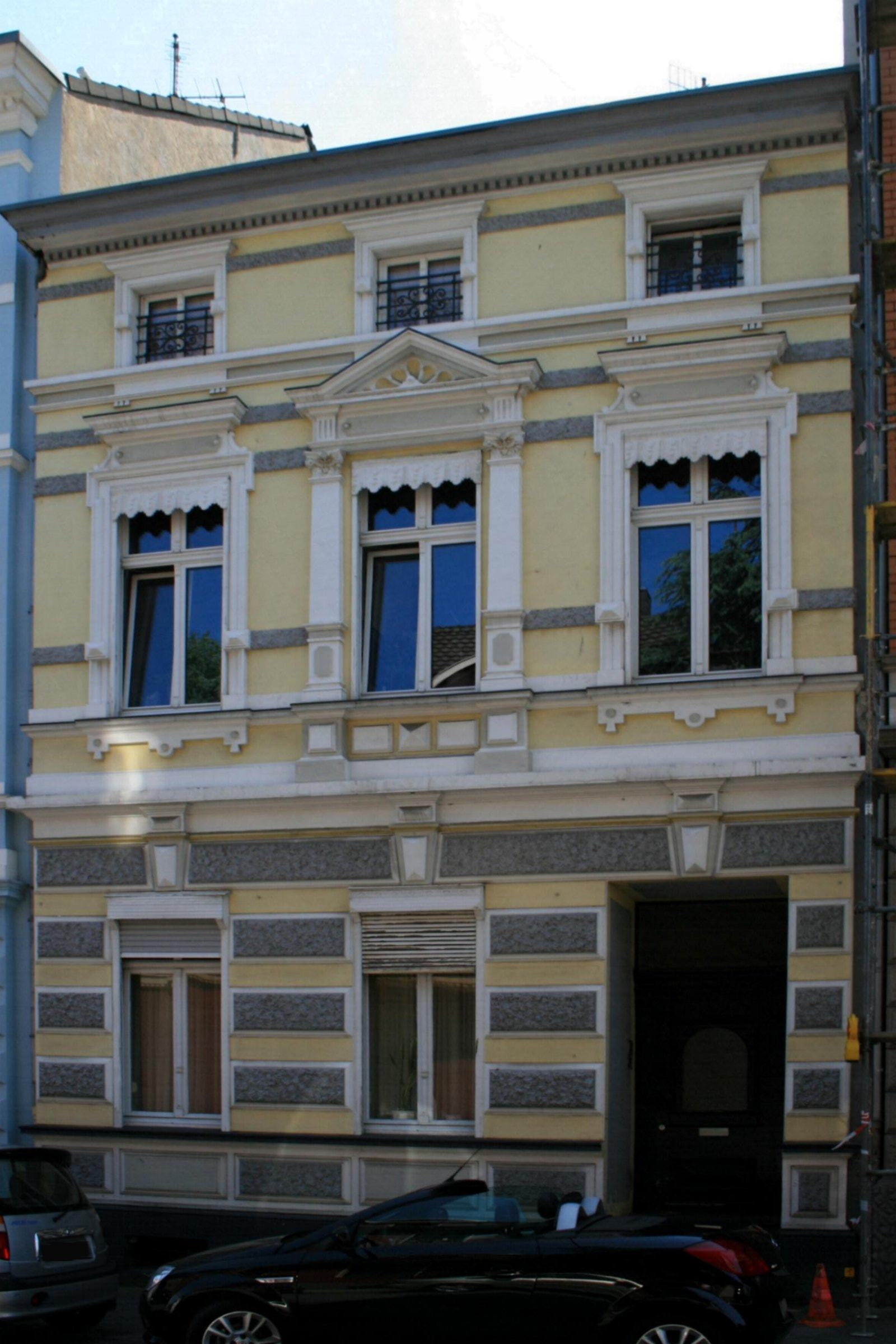
Wohnhaus (2010)

Das Wohnhaus Ferdinandstraße 17 steht im Stadtteil Gladbach in Mönchengladbach (Nordrhein-Westfalen).
Das Gebäude wurde Ende des 19. Jahrhunderts erbaut. Es ist unter Nr. F 005 am 4. Dezember 1984 in die Denkmalliste der Stadt Mönchengladbach eingetragen worden.

## Architektur
Bei dem Objekt handelt es sich um ein zweigeschossiges Mehrfamilien-Wohnhaus mit Satteldach und ausgebautem Dachgeschoss sowie einer drei Fenster-Teilung aus dem Ende des 19. Jahrhunderts.